# De Haskerveenpolder
De veenpolder De Haskerveenpolder was een waterschap in de toenmalige Nederlandse gemeente Haskerland in de provincie Friesland. 

## Geschiedenis
Rond 1720 liet Philip Frederik Vegelin van Claerbergen, grietman van Haskerland, een deel van het gebied inpolderen. Hij heeft enkele monumentale beplantingsstroken aangelegd ten noorden van Joure, de Vegelinstroken.
Het waterschap werd in 1855 opgericht. Het is een van de dertien veenpolders in Friesland. Aan de zuidzijde lagen de dorpen Haskerhorne en Oudehaske en De Groote Sint Johannesgasterveenpolder (1854).
In het bepolderingplan was voorzien in het bouwen van molens en sluizen en het aanleggen van een dijk. In 1856 werd begonnen met de bepoldering. In 1860 waren de sluizen en twee molens gereed. De Grevensmolen uit 1859 is de enig overgebleven molen. Als gevolg van het plan-De Goed uit 1908 werd 300 ha Haskerhornerpolder toegevoegd aan de polder en werd de veenpolder verdeeld in zeven kavels. In kavel I werd het stoomgemaal vervangen door een nieuw gemaal. Daarmee werd de Haskerhornermolen overbodig en verdween. Om de Haskersloot en de Doltesloot te verbinden werd een nieuw dwarskanaal gegraven. In 1917 kwam het nieuwe gemaal te Stobbegat (Vegelinsoord) gereed en werd de molen aan de Geeuw en de Kramersmolen overbodig. Het Groot Hornstermeer werd drooggemalen.

## Wederopbouw
In de wederopbouwperiode werd tussen Joure en Heerenveen door kavel I van de veenpolder Rijksweg 43 (de huidige A7) aangelegd en in 1950 opengesteld. De geplande Rijksweg 38 (Joure-Akkrum) werd nooit gerealiseerd. Het ontwerp voor de ruilverkaveling dateerde uit 1957. In 1960 werd Gemaal De Welle gebouwd.

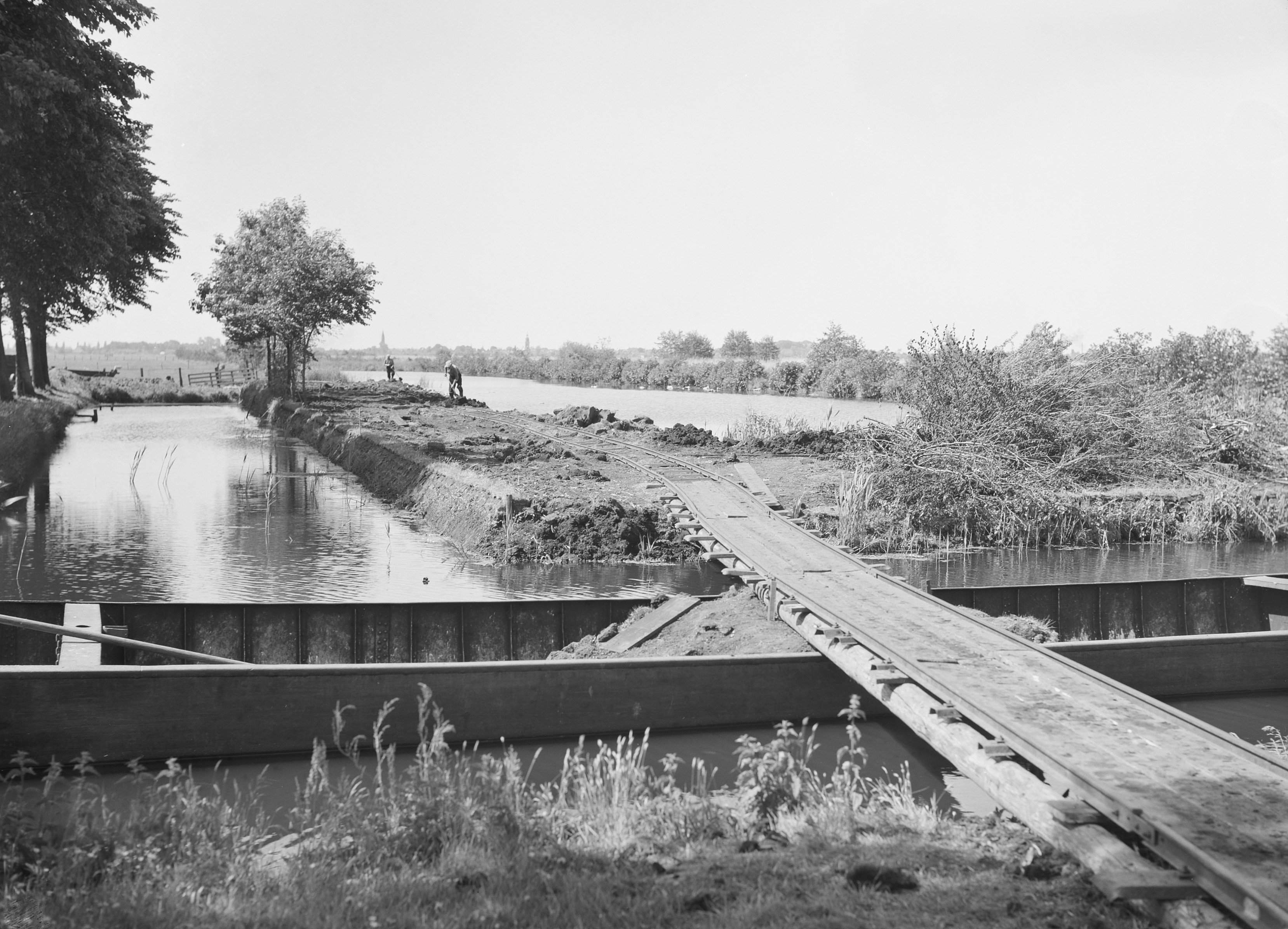
Grondbewerking in 1952
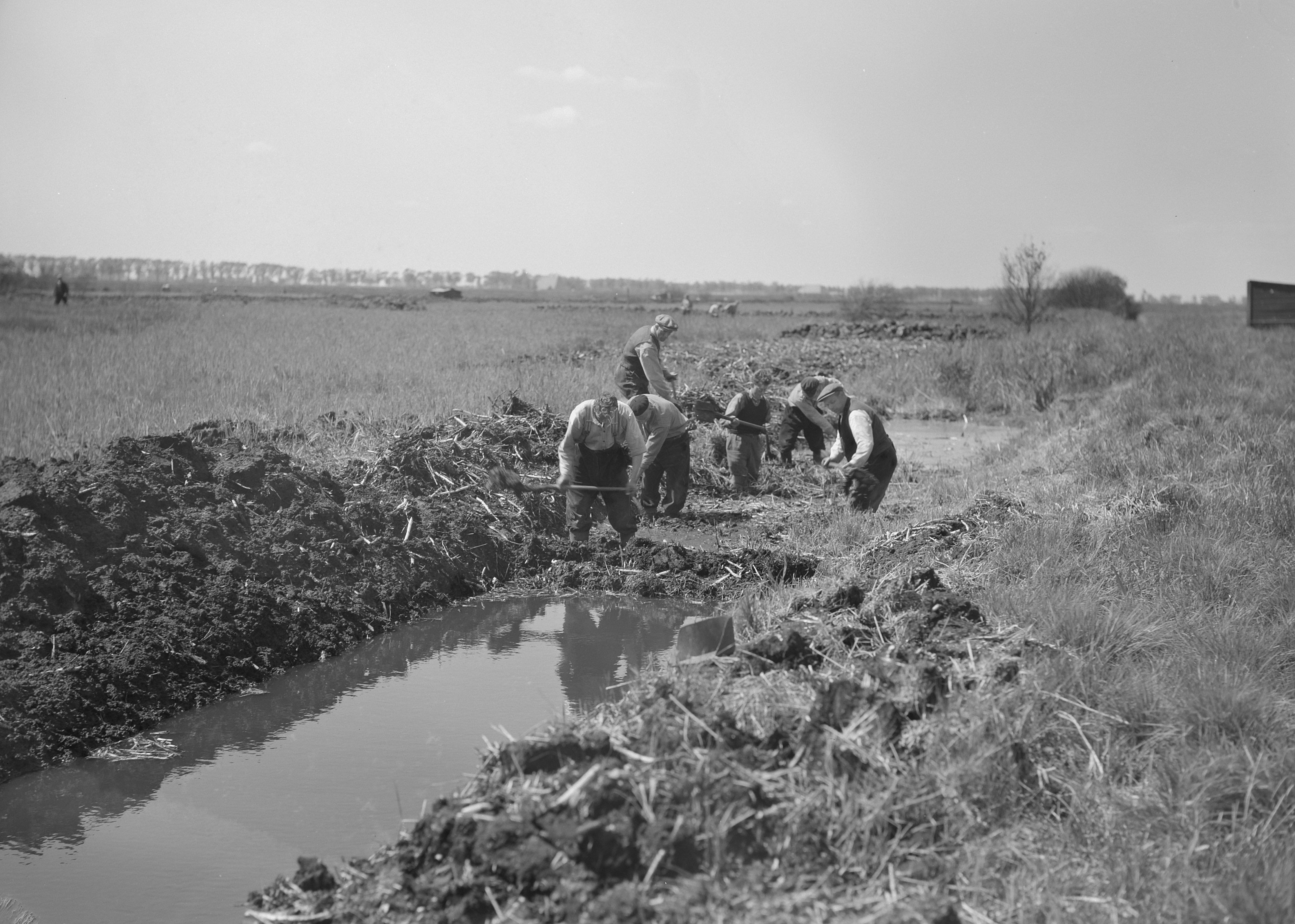
Arbeiders in 1952
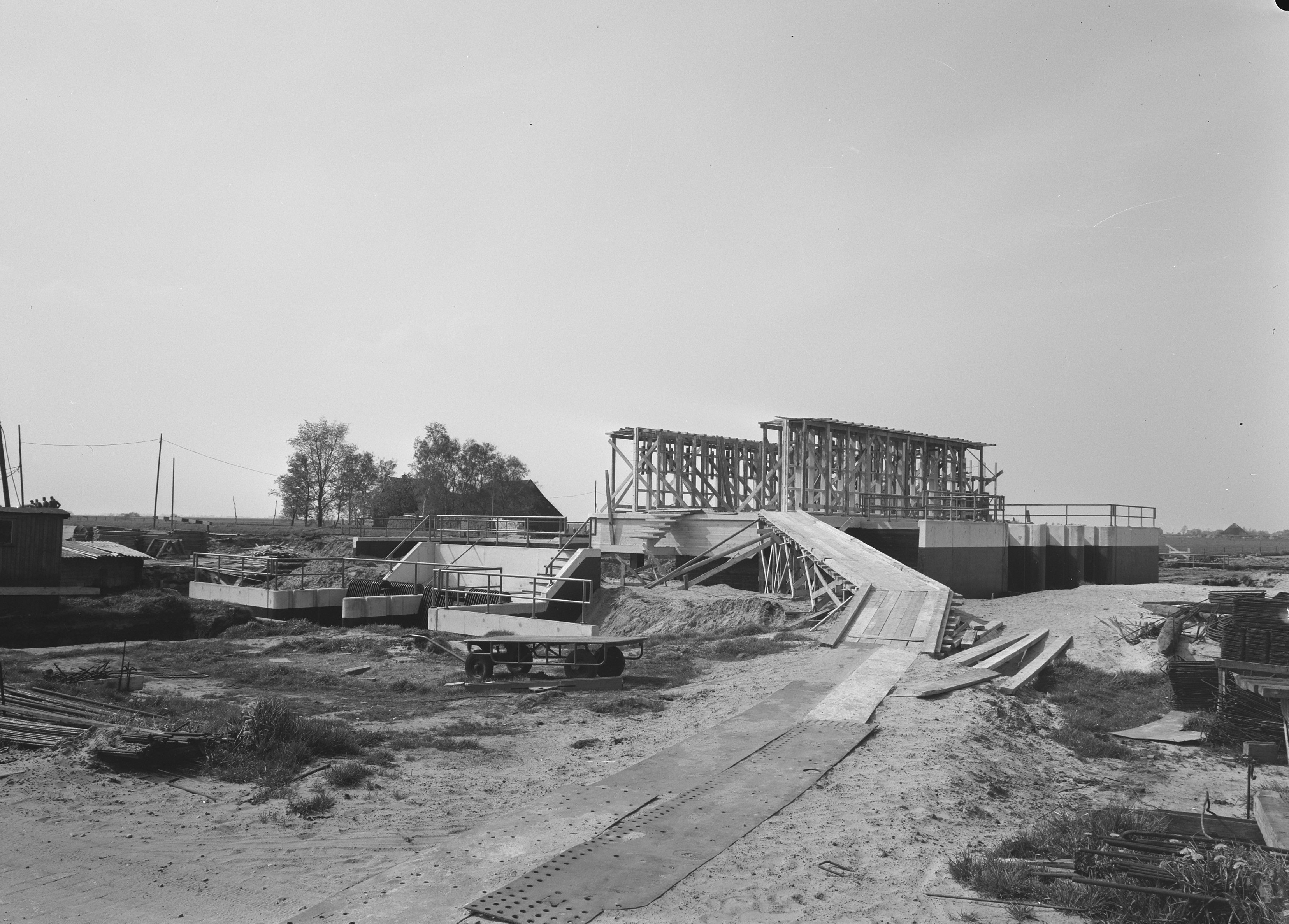
Gemaal in aanbouw (1960)

De Haskerveenpolder is door de RCE op basis van de volgende drie kenmerken aangewezen als gebied van nationaal belang:
- Zeer open veenweidegebied met convergerende strookverkaveling.
- Dwars op kavels nieuwe ontsluitingswegen met jonge boerderijen.
- Lineaire groenstructuren, eendenkooi, dijkjes, vaarten.

## Waterschapsconcentratie
Bij de eerste provinciale waterschapsconcentratie in Friesland in de jaren 1960 zou de Haskerveenveenpolder in eerste instantie opgaan in het nieuwe Waterschap Nannewiid, maar op 1 augustus 1970 ging het op in het grotere waterschap Boarnferd. Deze werd in 1997 opgevolgd door Wetterskip Boarn en Klif en sinds 2004 valt het gebied onder Wetterskip Fryslân. 